# Луцій Бруттій Квінцій Криспін
Луцій Бруттій Квінцій Криспін (? — 188/189) — державний діяч Римської імперії, консул 187 року.

## Життєпис
Походив з патриціанського роду Бруттіїв. Син Луція Фульвія Русція Гая Брутія Прецента, консула 153 та 180 років.
Завдяки впливу свого батька зайняв значне становище при імператорському дворі Марка Аврелія. Деякий час воно зберігалося й за імператора Коммода, який був одружений з сестрою Брутія. У 187 році став консулом, разом з Луцієм Росцієм Еліаном Пакулом. Втім становище Луція Криспіна погіршилося після відправлення сестри у заслання, а згодом її страти у 188 році. Ймовірно незабаром після цього він загинув.

## Родина
- Гай Брутій Презент, консул 217 року
- Гай Брутій Криспін, консул 224 року.